# Aviron aux Jeux olympiques d'été de 2008
Navigation
Athènes 2004 Londres 2012
Les épreuves d'aviron des Jeux olympiques d'été de 2008 ont lieu du 9 au 17 août 2008 à Pékin en République populaire de Chine.

## Sites des compétitions
Les compétitions ont lieu au Parc aquatique olympique de Shunyi accueillant les épreuves d'aviron et de canoë-kayak.

## Calendrier
|  |  |  |  |  |  |  |  |  |  |  | 7 | 7 |  |  |  |  |  |  |  |

|  | Jour de compétition |  | Jour de finale |

## Résultats

### Hommes
| Épreuves                               | Or | Argent | Bronze |
| -------------------------------------- | --- | --- | --- |
| Skiff homme                            | Olaf Tufte | Ondřej Synek | Mahé Drysdale |
| Deux de couple homme                   | Australie David Crawshay Scott Brennan                                                                                         | Estonie Tõnu Endrekson Jüri Jaanson | Grande-Bretagne Matthew Wells Stephen Rowbotham                                                                                          |
| Deux de couple poids légers homme      | Grande-Bretagne Zac Purchase Mark Hunter                                                                                       | Grèce Dimítrios Moúgios Vasílios Polýmeros | Danemark Mads Rasmussen Rasmus Quist |
| Quatre de couple homme                 | Pologne Konrad Wasielewski Marek Kolbowicz Michał Jeliński Adam Korol                                                          | Italie Luca Agamennoni Simone Venier Rossano Galtarossa Simone Raineri                                                                           | France Jonathan Coeffic Pierre-Jean Peltier Julien Bahain Cédric Berrest                                                                 |
| Deux sans barreur homme                | Australie Drew Ginn Duncan Free                                                                                                | Canada David Calder Scott Frandsen | Nouvelle-Zélande Nathan Twaddle George Bridgewater                                                                                       |
| Quatre sans barreur homme              | Grande-Bretagne Tom James Steve Williams Peter Reed Andrew Triggs-Hodge                                                        | Australie Matthew Ryan James Marburg Cameron McKenzie-McHarg Francis Hegerty                                                                     | France Julien Desprès Benjamin Rondeau Germain Chardin Dorian Mortelette                                                                 |
| Quatre sans barreur poids légers homme | Danemark Thomas Ebert Morten Jørgensen Eskild Ebbesen Mads Andersen                                                            | Pologne Łukasz Pawłowski Bartlomiej Pawelczak Miłosz Bernatajtys Paweł Rańda                                                                     | Canada Iain Brambell Jon Beare Mike Lewis Liam Parsons                                                                                   |
| Huit homme                             | Canada Kevin Light Ben Rutledge Andrew Byrnes Jake Wetzel Malcolm Howard Dominic Seiterle Adam Kreek Kyle Hamilton Brian Price | Grande-Bretagne Alex Partridge Tom Stallard Tom Lucy Richard Egington Josh West Alastair Heathcote Matthew Langridge Colin Smith Acer Nethercott | États-Unis Beau Hoopman Matt Schnobrich Micah Boyd Wyatt Allen Daniel Walsh Steven Coppola Josh Inman Bryan Volpenhein Marcus McElhenney |

### Femmes
| Épreuves                          | Or | Argent | Bronze |
| --------------------------------- | --- | --- | --- |
| Skiff femme                       | Rumyana Neykova | Michelle Guerette | Ekaterina Karsten |
| Deux de couple femme              | Nouvelle-Zélande Georgina Evers-Swindell Caroline Evers-Swindell                                                                | Allemagne Annekatrin Thiele Christiane Huth | Grande-Bretagne Elise Laverick Anna Bebington                                                                                                  |
| Deux de couple poids légers femme | Pays-Bas Kirsten van der Kolk Marit van Eupen                                                                                   | Finlande Minna Nieminen Sanna Sten | Canada Tracy Cameron Melanie Kok |
| Quatre de couple femme            | Chine Tang Bin Xi Aihua Jin Ziwei Zhang Yangyang                                                                                | Grande-Bretagne Annie Vernon Debbie Flood Frances Houghton Katherine Grainger                                                                                   | Allemagne Britta Oppelt Manuela Lutze Kathrin Boron Stephanie Schiller                                                                         |
| Deux sans barreur femme           | Roumanie Georgeta Andrunache Viorica Susanu                                                                                     | Chine Wu You Gao Yulan | Biélorussie Yuliya Bichyk Natallia Helakh |
| Huit femme                        | États-Unis Erin Cafaro Lindsay Shoop Anna Goodale Elle Logan Anna Cummins Susan Francia Caroline Lind Caryn Davies Mary Whipple | Pays-Bas Femke Dekker Marlies Smulders Nienke Kingma Roline Repelaer van Driel Annemarieke van Rumpt Helen Tanger Sarah Siegelaar Annemiek de Haan Ester Workel | Roumanie Constanţa Burcică Viorica Susanu Rodica Şerban Enikő Barabás Simona Musat Ioana Papuc Georgeta Andrunache Doina Ignat Elena Georgescu |

## Tableau des médailles
| Rang | Nation             | Or | Argent | Bronze | Total |
| ---- | ------------------ | -- | ------ | ------ | ----- |
| 1    | Grande-Bretagne    | 2  | 2      | 2      | 6     |
| 2    | Australie          | 2  | 1      | 0      | 3     |
| 3    | Canada             | 1  | 1      | 2      | 4     |
| 4    | États-Unis         | 1  | 1      | 1      | 3     |
| 5    | Chine              | 1  | 1      | 0      | 2     |
| 5    | Pays-Bas           | 1  | 1      | 0      | 2     |
| 5    | Pologne            | 1  | 1      | 0      | 2     |
| 8    | Nouvelle-Zélande   | 1  | 0      | 2      | 3     |
| 9    | Danemark           | 1  | 0      | 1      | 2     |
| 9    | Roumanie           | 1  | 0      | 1      | 2     |
| 11   | Bulgarie           | 1  | 0      | 0      | 1     |
| 11   | Norvège            | 1  | 0      | 0      | 1     |
| 13   | Allemagne          | 0  | 1      | 1      | 2     |
| 14   | République tchèque | 0  | 1      | 0      | 1     |
| 14   | Estonie            | 0  | 1      | 0      | 1     |
| 14   | Finlande           | 0  | 1      | 0      | 1     |
| 14   | Grèce              | 0  | 1      | 0      | 1     |
| 14   | Italie             | 0  | 1      | 0      | 1     |
| 19   | Biélorussie        | 0  | 0      | 2      | 2     |
| 19   | France             | 0  | 0      | 2      | 2     |
|      | TOTAL              | 14 | 14     | 14     | 42    |

## Qualifications
Un pays ne peut engager qu'une seule embarcation par épreuve. Le tableau suivant indique les pays qualifiés pour les jeux de Pékin. 
| Épreuve                                 | Championnats du monde 2007                                                                                        | Asie                                                 | Afrique                               | Amérique Latine                                 | Régate de qualification olympique | Invitations     | TOTAL |
| --------------------------------------- | --- | ---------------------------------------------------- | ------------------------------------- | ----------------------------------------------- | --------------------------------- | --------------- | ----- |
| Skiff Hommes                            | Nouvelle-Zélande Tchéquie Norvège Royaume-Uni Allemagne Suède Belgique Argentine Suisse Pays-Bas Australie        | Chine Inde Iran Hong Kong Ouzbékistan Taipei chinois | Égypte Afrique du Sud Algérie Tunisie | Brésil Mexique Chili Venezuela Uruguay Colombie | États-Unis Lituanie Estonie Grèce | Honduras Monaco | 33    |
| Deux sans barreur Hommes                | Australie Nouvelle-Zélande Royaume-Uni France Afrique du Sud Serbie Pologne États-Unis Allemagne Croatie Danemark | -                                                    | -                                     | -                                               | Canada Italie                     | -               | 13    |
| Deux de couple Hommes                   | Slovénie France Estonie Royaume-Uni Biélorussie Nouvelle-Zélande Croatie Australie États-Unis Allemagne Belgique  | -                                                    | -                                     | -                                               | Chine Russie Bulgarie             | Irak            | 15    |
| Quatre sans barreur Hommes              | Royaume-Uni France Italie Nouvelle-Zélande Pays-Bas Slovénie Tchéquie États-Unis Allemagne Irlande Biélorussie    | -                                                    | -                                     | -                                               | Australie Chine                   | -               | 13    |
| Quatre de couple Hommes                 | Pologne France Allemagne Italie Tchéquie Ukraine Russie Estonie États-Unis Australie Cuba                         | -                                                    | -                                     | -                                               | Biélorussie Slovénie              | -               | 13    |
| Huit Hommes                             | Canada Allemagne Royaume-Uni États-Unis Russie Pologne Chine                                                      | -                                                    | -                                     | -                                               | Pays-Bas                          | -               | 8     |
| Deux de couple poids légers Hommes      | Danemark Grèce Royaume-Uni Australie Italie Japon Hongrie Allemagne Chine France Autriche                         | Hong Kong Inde Corée du Sud                          | Algérie                               | Cuba Brésil Uruguay                             | Nouvelle-Zélande Portugal Canada  | -               | 21    |
| Quatre sans barreur poids légers Hommes | Royaume-Uni France Italie Canada Chine Danemark Australie Pologne Égypte Pays-Bas États-Unis                      | -                                                    | -                                     | -                                               | Allemagne Irlande                 | -               | 13    |
| Skiff Femmes                            | Biélorussie Bulgarie États-Unis Tchéquie Chine Nouvelle-Zélande France Pologne Suède                              | Corée du Sud Kazakhstan Hong Kong Iran Birmanie      | Afrique du Sud Zimbabwe Égypte        | Chili Brésil Cuba Argentine Salvador            | Australie Italie Serbie           | -               | 25    |
| Deux sans barreuse Femmes               | Biélorussie Allemagne Roumanie Australie Nouvelle-Zélande Chine États-Unis Canada                                 | -                                                    | -                                     | -                                               | France Royaume-Uni                | -               | 10    |
| Deux de couple Femmes                   | Chine Nouvelle-Zélande Royaume-Uni Roumanie Tchéquie Allemagne Italie États-Unis                                  | -                                                    | -                                     | -                                               | Ukraine Australie                 | -               | 10    |
| Quatre de couple Femmes                 | Royaume-Uni Allemagne Chine Ukraine Canada États-Unis Australie                                                   | -                                                    | -                                     | -                                               | Russie                            | -               | 8     |
| Huit Femmes                             | États-Unis Roumanie Royaume-Uni Australie Allemagne                                                               | -                                                    | -                                     | -                                               | Pays-Bas Canada                   | -               | 7     |
| Deux de couple poids légers Femmes      | Australie Finlande Danemark Allemagne Grèce Chine Canada Royaume-Uni                                              | Japon Kazakhstan Corée du Sud                        | Afrique du Sud                        | Cuba Mexique Brésil                             | Pays-Bas États-Unis               | -               | 17    |
| Bateaux                                 | 129 | 17                                                   | 9                                     | 17                                              | 31                                | 3               | 206   |
| Athlètes                                | 402 | 23                                                   | 11                                    | 23                                              | 87                                | 4               | 550   |

* Note: 1 place dans les épreuves du Skiff masculin et féminin sera automatiquement attribuée au pays organisateur s'il ne réussit pas les minima de qualification.
** Note: 4 places individuelles 
Les épreuves de qualifications olympiques :
- 19 au 21 juillet 2007 : Jeux africains (Alger)
- 26 aout au 2 septembre 2007 : Championnats du monde d'aviron 2007 (Munich)
- 15 au 18 novembre 2007 : Régate de qualification Amérique latine (Rio de Janeiro)
- 25 au 27 avril 2008 : Régate de qualification Asie (Shanghai)
- 15 au 18 juin 2008 : Régate de qualification olympique (Poznań)

## Sources
- Site officiel de Pékin 2008
- Site de la fédération internationale d'aviron
- Championnats du Monde d'Aviron 2007

## Note
- Cet article est partiellement ou en totalité issu de l'article intitulé « Résultats détaillés des épreuves d'aviron aux Jeux olympiques d'été de 2008 » (voir la liste des auteurs).